# Rebelión del Escambray
La rebelión del Escambray fue una insurgencia que tuvo lugar en Cuba y que duró 6 años: desde 1960 a 1966, siendo la región del Escambray el lugar donde más fuerza cobró el mismo aunque también hubo actividad en las 6 provincias cubanas, durante el cual varios grupos insurgentes lucharon contra el gobierno liderado por Fidel Castro. Las milicias del gobierno se enfrentaron a movimientos contrarrevolucionarios que surgieron poco tiempo después de establecido el gobierno revolucionario. La operación militar contra la rebelión fue llamada Lucha Contra Bandidos por el gobierno cubano.
Los rebeldes eran una mezcla de exsoldados de Fulgencio Batista, agricultores locales y exguerrilleros de izquierda que habían luchado junto a Fidel Castro contra Fulgencio Batista durante la Revolución cubana. El resultado final fue la eliminación de todos los insurgentes por parte de las fuerzas del gobierno cubano en 1965  la captura del último líder rebelde José Rebozo el 1 de octubre de 1966.

## Antecedentes

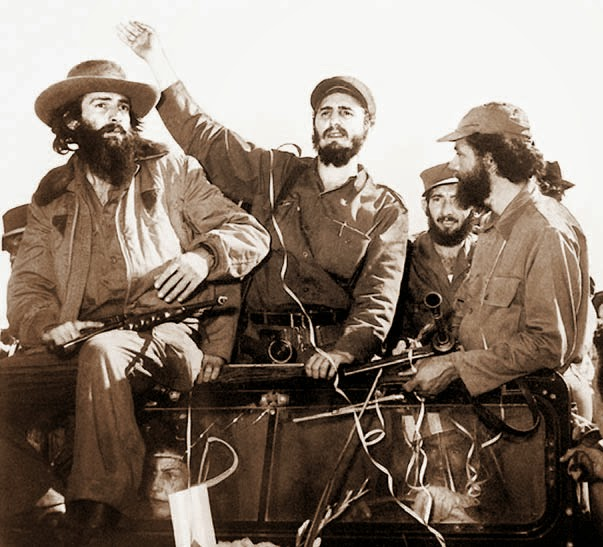
Camilo Cienfuegos, Fidel Castro y Huber Matos, ingresando a La Habana.

El 1 de enero de 1959, la Revolución cubana encabezada por Fidel Castro derrocó al régimen de Fulgencio Batista. Tras ello una purga elimina a exejecutivos cubanos. Luego, en la fuerza de su popularidad, Fidel Castro anunció el aplazamiento de las elecciones democráticas y promulgó leyes por decreto. Por lo tanto, aumenta su control sobre la política del gobierno. Nombró para cargos estratégicos a miembros radicales del Movimiento 26 de Julio y activistas comunistas. Durante 1959, ministros y sindicalistas de sensibilidad liberal fueron eliminados de los puestos de poder.

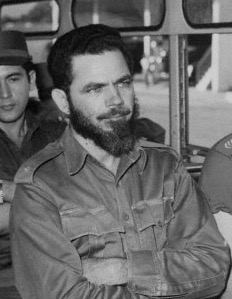
Huber Matos luego de ser arrestado.

Un acto importante fue la legalización el 9 de enero de 1959 del Partido Socialista Popular y su demostrativo acercamiento a la máxima dirección del país. Muchos estaban indignados por las represiones políticas y las ejecuciones. Protestas particularmente activas fueron causadas por el arresto del líder revolucionario Huber Matos y las grandes sospechas que provocó la muerte de Camilo Cienfuegos. Muchos cubanos desconfiaban del acercamiento a la Unión Soviética, esto fue visto como una amenaza a la independencia nacional. Por todas estas razones, comenzó a extenderse la idea de una “revolución traicionada” y una toma fraudulenta del poder por parte de una minoría comunista. A fines de 1959 se crea el Movimiento Recuperador Revolucionario (MRR), que se opone al abandono de los ideales de la revolución y decide unirse a los opositores del régimen castrista.
Además, los campesinos se oponen a la Reforma Agraria iniciada por las autoridades, negándose a convertirse en empleados de las cooperativas agrícolas estatales y deseando seguir siendo propietarios de la tierra que ya poseen o convertirse en propietarios de la tierra redistribuida.

Muchos de los opositores eran ex oficiales del régimen de Fulgencio Batista, de hecho el grupo del cabo Luis Lara Crespo nunca dejó de luchar contra la Revolución cubana hasta su ejecución en diciembre de 1959. Pero gran parte de los contrarrevolucionarios habían surgido de las de guerrillas que se habían unido a las fuerzas revolucionarias de Fidel Castro durante la Revolución cubana, pero al encontrarse en desacuerdo con la visión del nuevo gobierno revolucionario considerando que Fidel Castro traicionó los ideales revolucionarios porque se negó a instaurar la democracia y restaurar la Constitución cubana de 1940, se separaron para formar una guerrilla contrarrevolucionaria. En parte, se debía a que en los grupos guerrilleros del Escambray desde antes de la revolución ya existía personal apoyado por la CIA de Estados Unidos, incluyendo algunos agentes de la Agencia Central de Inteligencia.

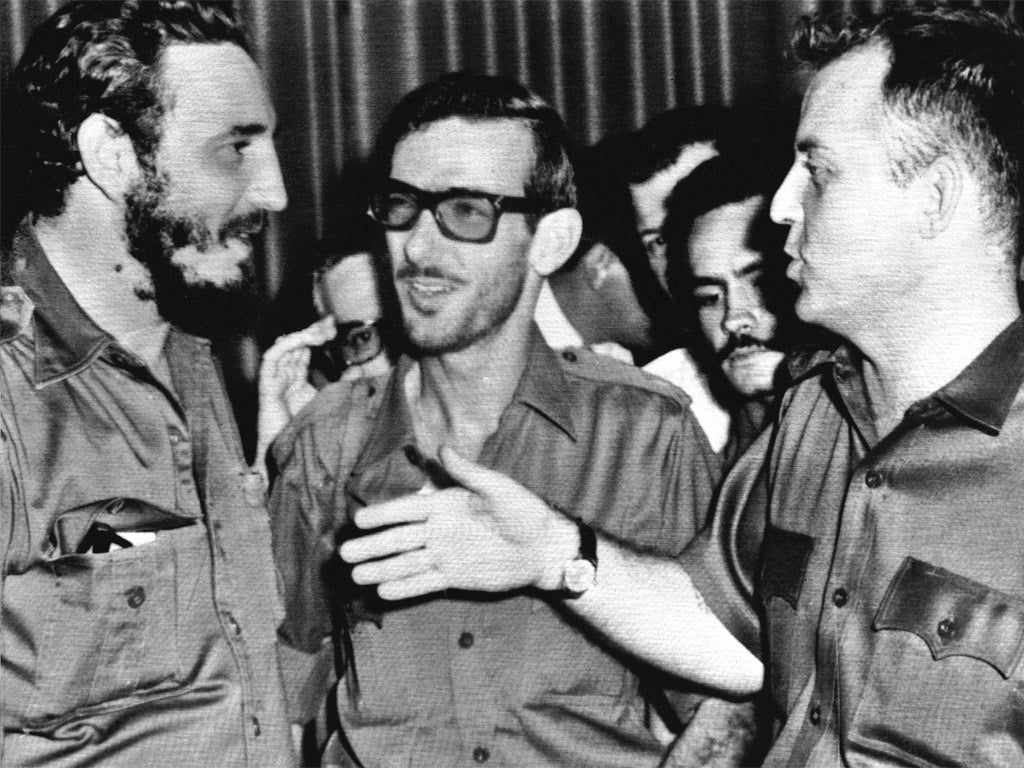
Fidel Castro, Eloy Gutiérrez Menoyo y William Alexander Morgan en La Habana en 1959.

Los opositores al curso comunista fueron dirigidos por figuras prominentes de la revolución, colaboradores cercanos de Fidel Castro como Eloy Gutiérrez Menoyo y William Alexander Morgan que durante la guerra contra Fulgencio Batista comandaron el Segundo Frente Nacional del Escambray, se destacaron en las batallas y fueron conocidos como demócratas acérrimos. Muchos esperaban su influencia y protección. Sin embargo, Morgan y Gutiérrez Menoyo fueron rápida y bruscamente apartados por el grupo comunista del Che Guevara y Félix Torres González.

### Primeros levantamientos
El levantamiento comenzó casi inmediatamente después del éxito de la Revolución cubana en 1959. Fue dirigido por un exguerrillero que antes había luchado contra Fulgencio Batista, pero rechazó el giro socialista que había tomado la Revolución cubana y los consiguientes estrechos vínculos con la Unión Soviética. Los pequeños agricultores terratenientes, que no estaban de acuerdo con la colectivización de las tierras de cultivo cubanas por parte del gobierno socialista, también jugaron un papel central en la rebelión fallida. El levantamiento también fue respaldado en secreto por la CIA y la administración de Dwight D. Eisenhower debido a los vínculos de Castro con la Unión Soviética.
Una tradición oral indica que el primer insurgente contrarrevolucionario fue Luis Santana Gallardo, alias "Luis Vargas"; pero oficialmente se considera a Ramón Trujillo como el primer alzado, hacia 1959, en la zona de La Macagua, en el Escambray. A inicios de 1960 el capitán revolucionario Manuel Beatón se alzó contra el gobierno en la Sierra Maestra, este sería capturado el 13 de junio de ese mismo año y ejecutado el día 15 junto a su hermano Cipriano Beatón Martínez y a Felipe Martínez Norma.

## Inicio de la rebelión

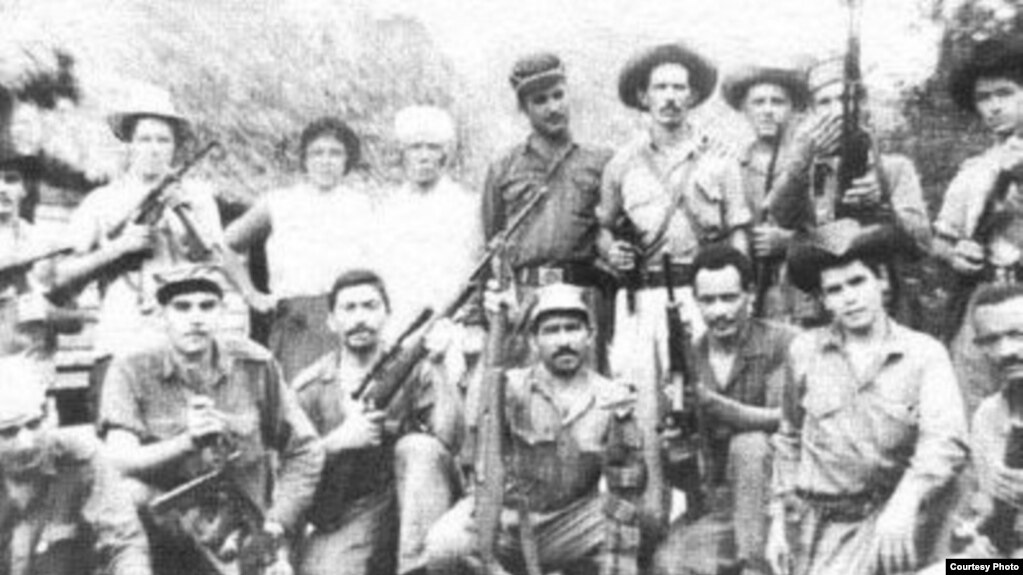
Reunión de jefes de la Rebelión del Escambray. Entre ellos Osvaldo Ramírez García, Evelio Duque,¨el Congo Pacheco, Tomás San Gil y Julio Emilio Carretero.

La Rebelión del Escambray, sin embargo, se inició con un pequeño combate realizado el 17 de septiembre de 1960 que dejó 3 heridos, 5 milicianos progubernamentales y 2 rebeldes muertos, además se capturó a Alberto Walsh y 10 de sus compañeros. El 26 de septiembre capturaron 25 rebeldes más.

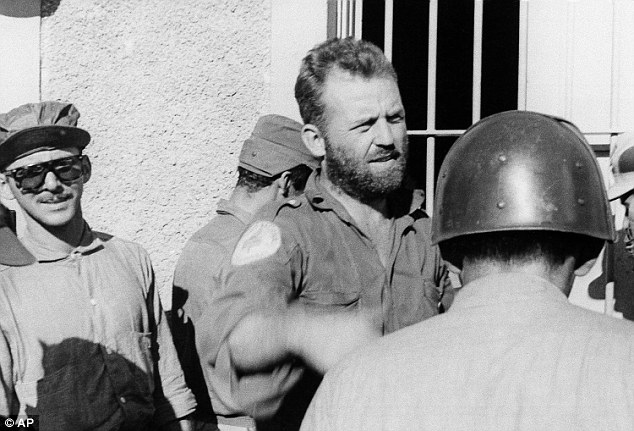
William Alexander Morgan en una prisión de La Habana poco antes de ser ejecutado.

Los campesinos guajiros insurgentes fueron ayudados por algunas ex fuerzas de Fulgencio Batista, pero fueron dirigidos en su mayoría por ex rebeldes del Directorio Revolucionario 13 de marzo, como los anticomunistas Osvaldo Ramírez García y el Comandante William Alexander Morgan, quienes habían luchado contra los casquitos de Batista en la misma área solo unos años antes (el propio Morgan fue ejecutado en 1961, mucho antes de que terminara la resistencia). Ramírez y Morgan fueron vistos por Estados Unidos como opciones potenciales a favor de la democracia para Cuba y enviaron exiliados cubanos entrenados por la CIA para promover y difundir la idea de que eran una alternativa a Fidel Castro.

## La Limpia del Escambray
Como apoyo de la administración de Dwight D. Eisenhower, la CIA preparó a los exiliados cubanos y diseñó un plan de invasión a Cuba para establecer un gobierno provisional. El 4 de octubre de 1960 se llevó a cabo el fallido desembarco en la Bahía de Navas, tras el cual el jefe de los rebeldes Armando Feria es asesinado el combate y 11 de sus compañeros son fusilados tras un juicio sumario.

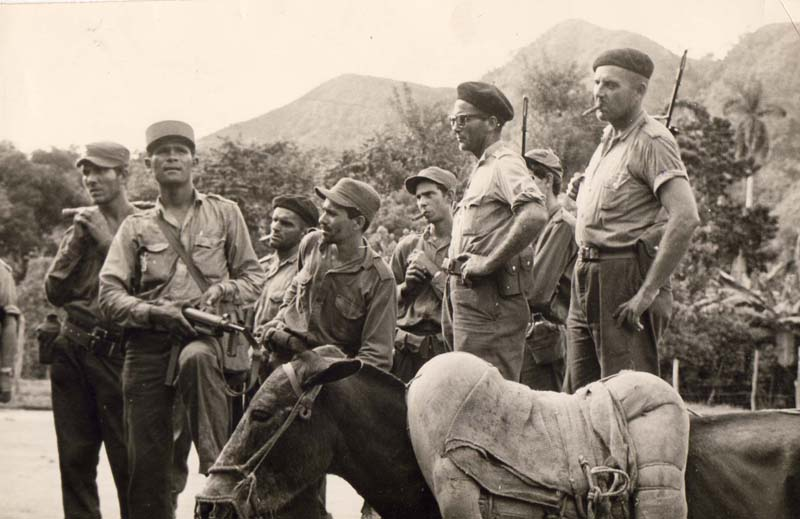
Ramiro Valdés Menéndez junto a las Milicias Nacionales Revolucionarias durante la Limpia del Escambray.

Cuando la sección de inteligencia informó a Fidel Castro de la inminencia de una invasión, esté tomó la decisión de limpiar todo movimiento contrarrevolucionario en la Sierra del Escambray haciendo una incursión masiva de tropas, operación que ha sido conocida como La Limpia del Escambray y que constituyó la mayor ofensiva en la Rebelión del Escambray. Esta tuvo lugar entre finales de 1960 y principios de 1961, en la cual el gobierno de Fidel Castro utilizó 70.000 hombres dirigidos por el comandante Dermidio Escalona, para exterminar los movimientos contrarrevolucionarios. En ella se capturaron cabecillas como Porfirio Remberto Ramírez, Sinesio Walsh, Plinio Prieto, Ismael Heredia "El Látigo Negro", Nando Lima, Zacarías García, Juan Cajigas, Ismael Rojas y Carlos Duque. Los cadáveres de los rebeldes fueron enterrados en una fosa común en el cementerio de Santa Clara. La mayoría de los grupos fueron aniquilados rápidamente, otros sobrevivieron.

### Operaciones militares

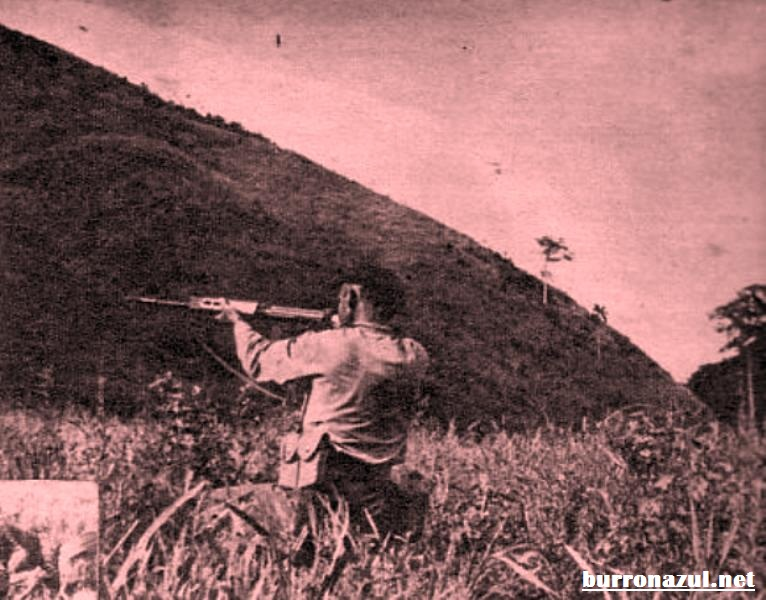
Miliciano dispara su fusil FN FAL durante los combates con los guerrilleros alzados en el Escambray.

En noviembre de 1960, el régimen castrista reconoce la desaparición del Comandante Manuel "Piti" Fajardo, uno de sus jefes militares. En respuesta y para evitar un establecimiento duradero de la guerrilla, se movilizaron 70.000 milicianos para realizar la "limpieza del Escambray". Para despojar a los opositores de su apoyo local, se trasladaron poblaciones, particularmente a la provincia de Pinar del Río. Los rebeldes Rafael Brunet Lugones y Oscar Pedroso Zarosa son fusilados por el asesinato de Manuel "Piti" Fajardo el 12 de diciembre.

## La invasión

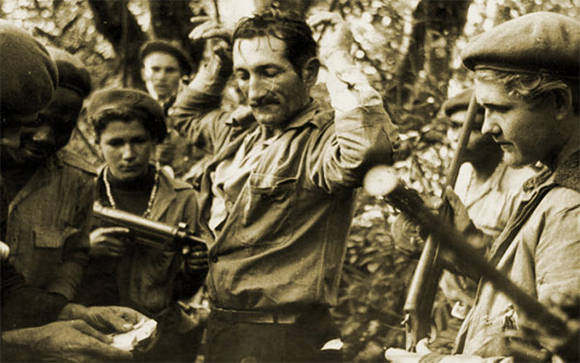
Milicianos castristas con un rebelde capturado durante la Limpia del Escambray.

Debido a este revés para los planes estadounidenses, la CIA se vio obligada a cambiar el lugar para sus planes de invasión. Esta vez se escogió la Ciénaga de Zapata, más específicamente Playa Girón. Después de la derrota estadounidense en Playa Girón, la lucha contra los grupos contrarrevolucionarios continuó. El 3 de julio de 1962, el comandante Juan Almeida Bosque, hace oficial la creación de la "Sección de Lucha contra Bandidos" (LCB), como una prolongación de las actividades iniciadas con la Limpia del Escambray.
La CIA brindó alguna ayuda a los insurgentes, pero retiró todo su apoyo después de la fallida invasión de bahía de Cochinos en 1961, asegurando su derrota final. Algunos de los fracasos podrían atribuirse al "enrollamiento" de Castro de agentes de la CIA en Cuba.  Después del fracaso de Bahía de Cochinos, Osvaldo Ramírez García regresó a las montañas del Escambray y rechazó una oferta del emisario de Fidel Castro, Comandante Faure Chomón, para rendirse. Ramírez prohibió la ejecución de opositores desarmados. Sólo se permitieron excepciones para aquellos que se sabía que habían matado a rebeldes y simpatizantes, y en cada caso se requirieron pruebas documentadas.
La principal táctica del gobierno cubano fue desplegar miles de tropas contra pequeños grupos de rebeldes, formando círculos de cerco que se contraían progresivamente. Los líderes comunistas que envió Castro para limpiar las montañas del Escambray recibieron la orden de exterminar a los rebeldes. Debían "peinar el cepillo codo con codo" hasta que hubieran limpiado completamente las colinas de rebeldes anticomunistas. Los líderes de las fuerzas de contrainsurgencia Lucha contra bandidos fueron los Comandantes Raúl Menéndez Tomassevich, miembro fundador del Partido Comunista de Cuba y Lizardo Proenza.

## Derrota de la insurrección

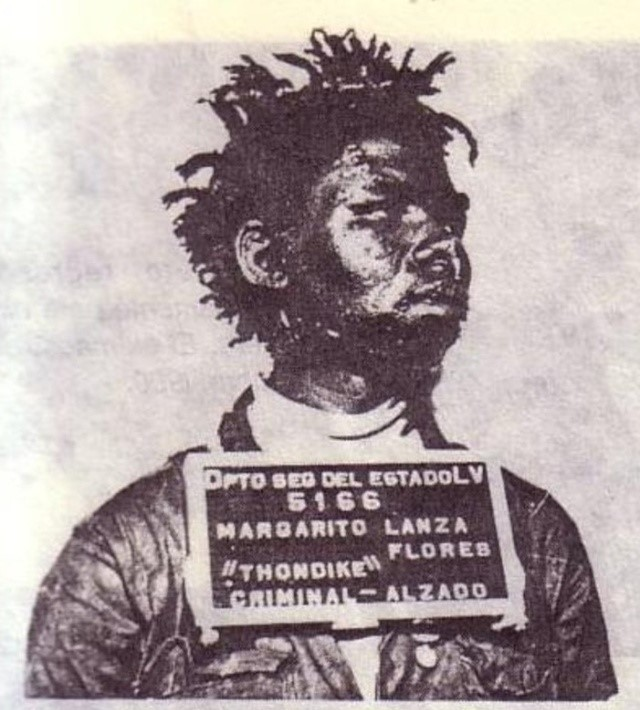
Margarito Lanza Flores capturado después de ser quemado en el Cañaveral.

Tanto su menor número como la falta de asistencia externa, en particular suministros, finalmente llevaron a la derrota de los rebeldes. En marzo de 1962 uno de los líderes de la rebelión Margarito Lanza Flores (Tondique), es descubierto y perseguido. Tondique intentó esconderse en un campo de juncos. Cuando los perseguidores prendieron fuego al campo, Tondique se refugió del fuego en un hoyo cavado allí mismo. Lo capturaron quemado, al borde de la asfixia. Víctor Dreke lo interrogó y lo mandó a ejecutar sin juicio, en virtud de la Ley de Emergencia 988 del 26 de noviembre de 1961.
El 15 de abril de 1962 el gobierno localiza la posición de Osvaldo Ramírez García gracias a un informante y tras un combate este es abatido junto a muchos de sus compañeros. Oswaldo Ramírez fue sucedido en el mando del ELN por Tomás San Gil, anteriormente jefe del cuartel general guerrillero y comandante de militantes en varias zonas. En agosto el grupo de Manolo López López (El Loco) fue rodeado y este terminó muerto.

1963 fue bautizado como el «Año del Cuero Duro» por las milicias castristas en alusión al Año del Cuero de 1844, durante ese año hubo combates cada semana y un gran número de fusilamientos. Tomás San Gil fue abatido en un combate ese mismo año. Órganos de Seguridad del Estado realizaron un operativo especial para capturar a un grupo de rebeldes liderados por Julio Emilio Carretero tras ser delatado por el agente Alberto Delgado Delgado quién se infiltró en el grupo guerrillero, como resultado Zoila Águila Almeida, su esposo y unos 30 rebeldes más fueron capturados por las fuerzas de Fidel Castro en 1964. Fueron enviados a Villa Marista, una prisión utilizada por las fuerzas de Fidel Castro para albergar a prisioneros políticos. 12 prisioneros fueron ejecutados por un pelotón de fusilamiento, incluyendo a Julio Emilio Carretero el 22 de junio de 1964. 18 rebeldes fueron sentenciados a 30 años de prisión.

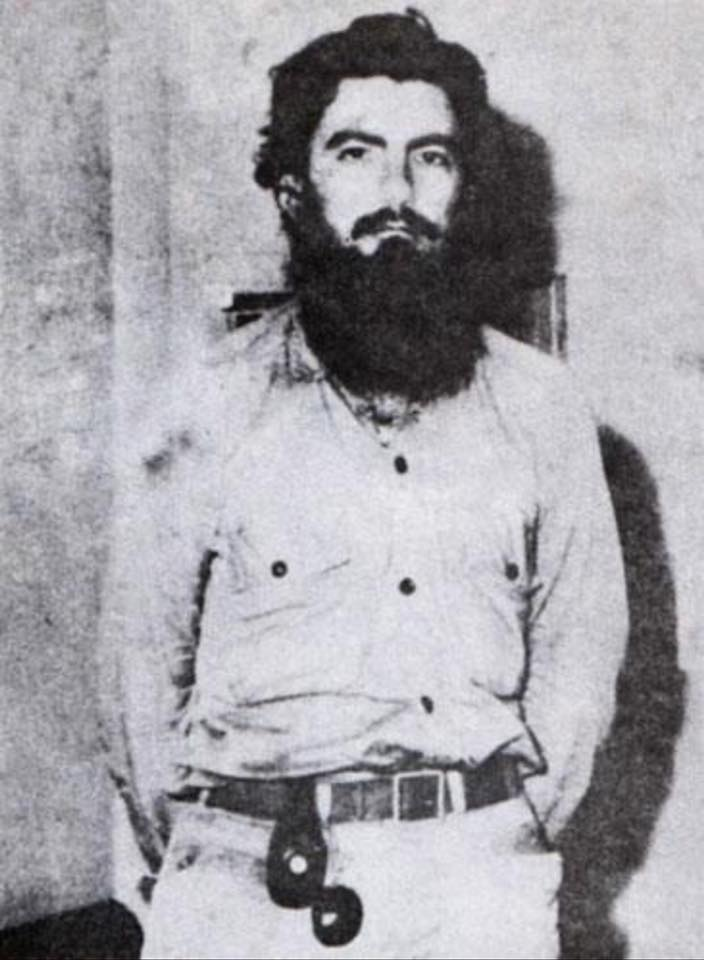
Julio Emilio Carretero en Villa Marista, horas después de que fuera entregado al G-2 por el delator Alberto Delgado.

El sucesor de Julio Emilio Carretero al mando del Ejército de Liberación Nacional fue José León Jiménez (alias Cheito). El agente Alberto Delgado Delgado fue expuesto unas semanas más tarde y ahorcado por los rebeldes por orden de Cheito. Las fuerzas cubanas utilizaron barridos de largas columnas de Milicias Nacionales Revolucionarias, lo que le costó al gobierno pérdidas sustanciales pero finalmente ganó la guerra. El consejero hispano-soviético Francisco Ciutat que también estuvo presente en la Invasión de bahía de Cochinos, jugó un papel destacado en la operación de pacificación. Castro empleó una fuerza abrumadora, a veces enviando hasta 250.000 hombres, casi todos los cuales (incluyendo 3.500 de las 4.000 muertes del gobierno) eran milicianos. La insurgencia finalmente fue aplastada por el uso de Castro de su número muy superior. Algunos de los insurgentes finalmente se rindieron, pero fueron ejecutados inmediatamente por un pelotón de fusilamiento. Sólo un puñado logró escapar.
José Pepe Reboso Febles, fue el último capturado, el 1 de octubre de 1966. Era un campesino de edad madura que fue condenado a 30 años de prisión por los delitos y crímenes que cometió contra los trabajadores durante la dictadura de Fulgencio Batista. Finalmente, él y los demás exguerrilleros contrarrevolucionarios fueron liberados y enviados a Estados Unidos a mediados de los años 1970, dentro de los aproximadamente 100 000 reclusos que el gobierno de Fidel Castro despachó a Estados Unidos.

## Víctimas y actos de tortura

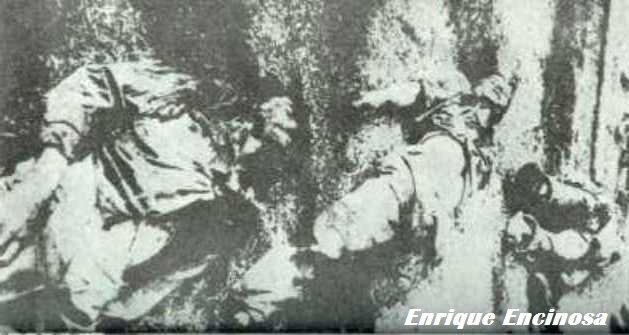
Guerrilleros alzados abatidos durante los combates.

La cifra de muertos en el campo insurgente es de 3.591 y varios centenares en el ejército cubano. La historiadora Jeannine Verdès-Leroux precisa que este número de muertos es más importante que durante el período de Fulgencio Batista. Uno de los familiares del régimen castrista, Carlos Franqui, se muestra conmovido por Fidel Castro sobre los actos de tortura practicados a los opositores detenidos. Fidel Castro es consciente de estas prácticas pero las considera necesarias y excepcionales:
“es un método efectivo que utilizan las policías de casi todos los países […], es práctico, funcional, sirve para aniquilar al enemigo”.
La guerrillera Zoila Águila Almeida sufrió severas torturas en las cárceles del régimen de Fidel Castro.  Eusebio Peñalver evito la ejecución debido a su condición de afrocubano, por lo que el gobierno que dañaría su propaganda el ejecutarlo, pero paso 28 años de prisión, convirtiéndose en preso político de raza negra de más años cumplidos en prisión del mundo.

## Legado
La Rebelión del Escambray duró más e involucró a más soldados que la lucha anterior contra las fuerzas de Batista. Raúl Castro afirmó en un discurso en 1970 que la rebelión mató a 500 miembros de las Fuerzas Armadas Revolucionarias de Cuba. Se desconoce el número de muertos de los rebeldes y otras personas involucradas en la rebelión (como civiles y milicias progubernamentales). Las estimaciones del total de muertes de combatientes oscilan entre 1.000 y 7.000.
El sociólogo Vincent Bloch indica que esta rebelión es poco conocida por los cubanos de la isla; en cambio dentro de la diáspora cubana es la “piedra angular de una memoria de resistencia al totalitarismo”. Según estos exiliados cubanos, la oposición a la “dictadura personal de Fidel Castro” a través del maquis, las operaciones de sabotaje y todas las operaciones anticastristas estaban unidas por “su sentido del deber patriótico”. Historiadora Jeannine Verdès-Leroux confirma que esta parte de la historia cubana es muy poco conocida fuera de la versión oficial del poder que define a los "bandidos" como contrarrevolucionarios, "agentes de la CIA". Jeannine Verdès-Leroux describe a estos opositores como demócratas, algunos de los cuales, como Eloy Gutiérrez Menoyo, son exlíderes antibatistianos que consideran a Fidel Castro un “tirano peor que el anterior”.

## Filmografía
Existen diversidad de filmes que narran la crudeza de la sublevación del Escambray como son:
El Hombre de Maisinicú (1973)
Filme que narra la historia del infiltrado castrista Alberto Delgado Delgado dirigido por Manuel Martínez. 
LCB: La otra guerra (2017)
Serie de televisión que narra la sublevación del Escambray desde el punto de vista del castrismo. Realizada por Eduardo Vázquez Pérez.
Plantados (2021)
Filme cubano que narra las torturas y ejecuciones cometidas por el castrismo contra los prisioneros del Escambray dirigida por el cineasta Lilo Vilaplana.
Plantadas (2023)
Filme cubano que narra la historia de las prisioneras políticas del castrismo dirigida y producida por Camilo Vilaplana y Lilo Vilaplana. 